# Lőrincz József (költő)
Lőrincz József (Székelydálya, 1947. november 14.) – költő, irodalomtörténész, néprajzos, közíró, magyartanár.

## Életútja
Az elemi iskolát Székelydályában, az V─VII. osztályt Homoródszentpálon végezte. A középiskolát a székelyudvarhelyi Dr. Petru Groza Líceumban (ma Tamási Áron Gimnázium) kezdte, majd a marosvásárhelyi 4. Számú Líceum esti tagozatán fejezte be. A kettő között a gyergyószentmiklósi építészeti szakiskolában tanult kőműves szakmát, majd a marosvásárhelyi építészeti vállalatnál dolgozott kőművesként, anyagbeszerzőként, raktárosként. A marosvásárhelyi Pedagógiai Főiskolán folytatta tanulmányait (1969─1971), ahol általános iskolai román-magyar tanári oklevelet szerzett (1971), majd a Bukaresti Egyetemen tanult. 1980-ban államvizsgázott. Tanított Székelyderzsen románt (1971–78), Kányádon magyar nyelvet (1978–89). 1990-től Székelyudvarhelyen a Tamási Áron Gimnázium magyar nyelv- és irodalomtanára volt. 2011 szeptembere óta nyugdíjas.

## Munkássága
Első versei a Pedagógiai Főiskola Athenaeum című diáklapjában jelentek meg (1968), majd a Vörös Zászlóban, az Ifjúmunkásban, Utunkban, Hargitában. Olvasásszociológiai tanulmányát, tankönyvkritikáit, pedagógiai cikkeit a Korunk, Tanügyi Újság, Új Élet, A Hét, Magiszter közölték. Két versével szerepelt a fiatal költők Varázslataink c. antológiájában (Kolozsvár, 1974); a székelyudvarhelyi Székely Útkereső egyik alapító tagja, a Hargita, Hargita Népe külső munkatársa. Kutatási területei: folklórpedagógia, Tamási Áron élete és művei, Csanády György. Kétszáznál több publicisztikai, kritikai írását, tanulmányait szaklapok és napilapok adták közre, de elektronikus fórumokon is közöl. Folklórgyűjtéseivel, néprajzi, helytörténeti írásaival falusi származású tanulói kultúraváltását, szocializálódását próbálta kedvezővé tenni. A Facebookon költészettani oldalt szerkeszt Versház néven, nyelvvédő, nyelvművelő rovatot működtet Nyelvdoktor címmel. Könyvbemutatókat szerveznek feleségével, Lőrincz Ilonával, aki szintén magyartanár, a „Verset mindenkinek” vezéreszme szellemében.

## Kötetei
- Ábránfalva 500 éves. Emlékfüzet. Szerkesztette Forró Miklós, Lőrincz József, kiadó nélkül, Székelyudvarhely, 1991
- A székelyudvarhelyi Balázs Ferenc Vegyes Kar. Emlékfüzet, Kiadó nélkül, Székelyudvarhely, 1994
- Tamási Áron hazatérése. Erdélyi Gondolat Könyvkiadó, Székelyudvarhely, 2000
- Férfinyaram. Versek. A szerző kiadásában, Székelyudvarhely, 2002
- Tamási Áron hazatérése. Mikrofilológiai közelítések; 2. jav. kiad.; Erdélyi Gondolat, Székelyudvarhely, 2002
- Kőbe faragott remény. A farkaslaki Tamási-emlékkőről. A szerző kiadásában, Székelyudvarhely, 2005
- A kultúraváltás sikeréért. Folklórpedagógiai tanulmány. Magister Kiadó-Apáczai Csere János Pedagógusok Háza, Csíkszereda, 2006
- Kellő igék, megtartó gondolatok. Szentenciák, vallomások Tamási Árontól. Erdélyi Gondolat Könyvkiadó, Székelyudvarhely, 2007
- Idő a humorra. Anekdoták Tamási Áronról. Gyűjtötte és átdolgozta Lőrincz József. Udvarhelyszék Kulturális Egyesület-Hargita Megyei Hagyományőrzési Forrásközpont, Székelyudvarhely, 2010
- Székelypetki népballadák. Gyűjtötte Lőrincz Ilona és Lőrincz József. Szerkesztette, az előszót írta, a jegyzeteket készítette Lőrincz József. Top Invest Könyvkiadó, Székelyudvarhely, 2014
- Székelydálya tájnyelvének kincsei. Top Invest Kiadó, Székelyudvarhely, 2015. 170 oldal. A könyv végén 6 oldal vers, 11 oldal kép
- Őszi derű. Válogatott versek. Műfordítások. Polis Könyvkiadó, Kolozsvár, 2017, Siklódy Ferenc grafikáival, 175 oldal
- Mélységeim. Versek. Top Invest Kiadó, Székelyudvarhely, 2019. 256 oldal.
- Székelypetki lakodalom. Egy népszokás kismonográfiája. Top Invest Kiadó, Székelyudvarhely, 2021. 196 oldal, CD-vel.
- Imaidő. Versimák, istenes költemények. Top Invest Kiadó, Székelyudvarhely, 2021. 128 oldal.
- Sodródásban. Versek, Top Invest Kiadó, Székelyudvarhely, 2021. 2019 old.
- Szava sorsunkba belenőtt. Sorok Csanády György költészetéről. Top Invest Kiadó, Székelyudvarhely, 2022. 99 old.

## Antológiák
- Varázslataink, Fiatal költők antológiája, Dacia Könyvkiadó, Kolozsvár, 1974. 35
- Télidők fehér terein, Accordia Kiadó, Budapest, 2005. 84.
- Örök készenlétben, Magister Kiadó, Csíkszereda, 2009. 84-85.

## Díjak, elismerések
- Dicséret az Ifjúmunkás irodalmi alkotó versenyén (1978)
- I. díj az Országos költészeti versenyen, Szatmárnémeti (1978)
- Érdemes Tanár, Bukarest (1981)
- III. díj az Országos alkotói versenyen, Szatmárnémeti (1981)
- Az Oktatásért Érdemérem III. fokozata, Bukarest (2004)
- Gheorghe Lazăr Diploma I. osztálya, Bukarest (2006)
- Virrasztás Tamási Áron Pedagógiai Díj, Budapest (2006)
- Dicséret az Apáczai-díjért kiírt pályázaton A kultúraváltás sikeréért c. könyvért, Csíkszereda – Szováta (2006)
- Elismerés az Apáczai-díjért kiírt pályázaton a Kőbe faragott remény c. könyvért, Csíkszereda – Szováta (2006)
- Ezüstgyopár Díj, Csíkszereda – Szováta (2011)
- Németh Géza Emlékdíj, Csíkszereda (2012)
- II. díj az Anyanyelvápolók Szövetsége által meghirdetett Élő tájnyelvek pályázaton, Budapest (2014)
- Dicséret az Apáczai-díjért kiírt pályázaton a Székelypetki népballadák c. könyvért, Csíkszereda – Szováta (2014)
- Dicséret az Apáczai-díjért kiírt pályázaton a Székelypetki lakodalom c. könyvért, Csíkszereda – Szováta (2022)